# 多萊特灣
67°55′S 147°0′E / 67.917°S 147.000°E
多萊特灣是南極洲的海灣，位於喬治五世地，由澳大利亞探險家率領的探險隊發現，以探險隊的資助人命名，現時由南極條約體系管理。